# Tudschībiden
Tudschībiden (in der Literatur Tuǧībiden, Tugibiden, Tudschibiden oder Tujîbiden, arabisch بنو تُجيب, DMG Banū Tuǧīb, spanisch tuŷibíes) waren eine arabische Familie, die als Regionaldynastie in al-Andalus eine bedeutende Rolle in der Zeit des Emirats und des Kalifats der spanischen Umayyaden und während der Taifa-Königreiche spielte.

## Herkunft
Die Familie wird zu den Südarabern gezählt und hat ihren Ursprung vermutlich im Jemen.

## Etablierung im Norden Spaniens
Bereits im 8. Jahrhundert spielten Mitglieder der Familie eine wichtige politische Rolle in der Oberen Mark im Nordwesten der Iberischen Halbinsel. In dieser Grenzregion zu den christlichen Fürsten gelang es den Herrschern aus Córdoba nur selten, ihren Einfluss geltend zu machen, so dass die dortigen Gouverneure häufig nach weitreichender Autonomie strebten und ihre Stellung verstärken wollten, um so eine lokale Dynastie zu begründen.
Der Umayyaden-Emir Muhammad I. versuchte während seiner Herrschaft, die Dominanz einflussreicher Muwallads in der Region zu brechen und diese durch Araber zu ersetzen. In diesem Kontext kontrollierten die Tudschībiden seit 872 im Auftrag der Umayyaden die Gegend um Daroca und Calatayud und konnten sich schließlich gegen andere Lokalherrscher 886 als Gouverneure von Saragossa durchsetzen.
Abd ar-Rahman III. versuchte durch Feldzüge in den Jahren 935 und 937, die Region enger an die Zentralmacht in Córdoba zu binden. Die Tudschībiden-Herrscher in Daroca und Calatayud, die sich ihm widersetzten, wurden hingerichtet, während sich Muhammad ibn Haschim (Muhammad Ibn Ḥāšim) in Saragossa unterwarf. Nachdem der Kalif allerdings das Scheitern seiner Bemühungen eingesehen hatte, bemühte er sich um einen Ausgleich mit den Lokaldynastien, der den Tudschībiden ihre Macht sicherte.

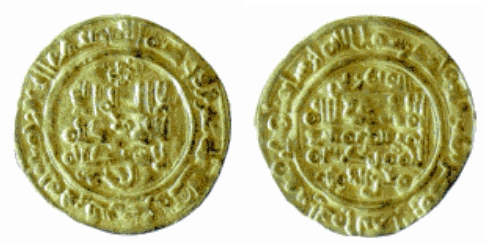
Golddinar aus der Regierungszeit Yahya al-Muzaffars

Gegen Ende des Umayyaden-Kalifats konnten die Tudschībiden schließlich in Saragossa eine eigene Taifa-Herrschaft etablieren und ließen sogar eigene Münzen prägen, wobei sie die Autorität der Umayyaden oder der Amiriden nominell weiter anerkannten.

## Niedergang
Im Jahr 1038 wurde der letzte Herrscher der Tudschībiden schließlich von der Berberdynastie der Hudiden besiegt und aus Saragossa vertrieben, woraufhin diese dort die Macht übernahmen.

## Herrscher der Tudschībiden
In der Taifa von Saragossa stellten die Tudschībiden innerhalb von 25 Jahren vier Herrscher (Emire):
- al-Mundir I.: 1013 bis 1021
- Yahya al-Muzaffar: 1021 bis 1036
- Mundir II.: 1036 bis 1038
- Abd Allah ben Hakam: 1038